# Terre-de-Bas (Petite-Terre)
Pour les articles homonymes, voir Terre-de-Bas (homonymie).
Terre-de-Bas est une île inhabitée de France située dans l'océan Atlantique et faisant partie des îles de la Petite-Terre rattachées à la Guadeloupe, plus précisément à la commune de La Désirade.

## Géographie
Terre-de-Bas fait partie de l'archipel de Petite-Terre ; elle est la plus grande des deux îles avec une superficie de 1,17 km2.
Le phare de l'îlet de Petite-Terre, le plus ancien de Guadeloupe, s'élève à 35 mètres d'altitude sur Terre-de-Bas.

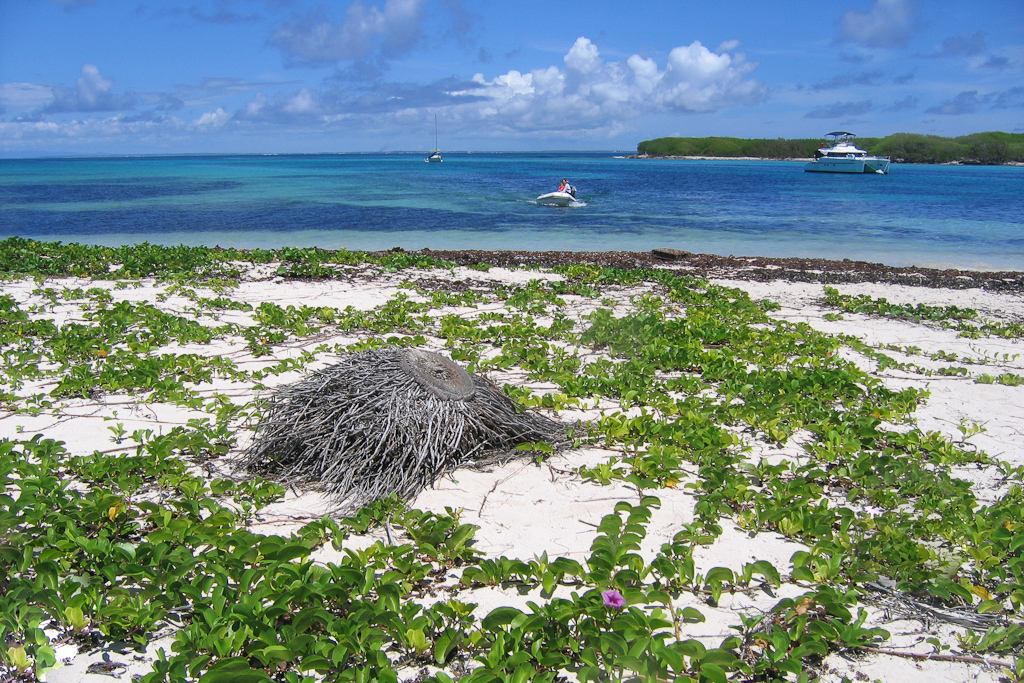
Débarquement sur Terre-de-Bas.
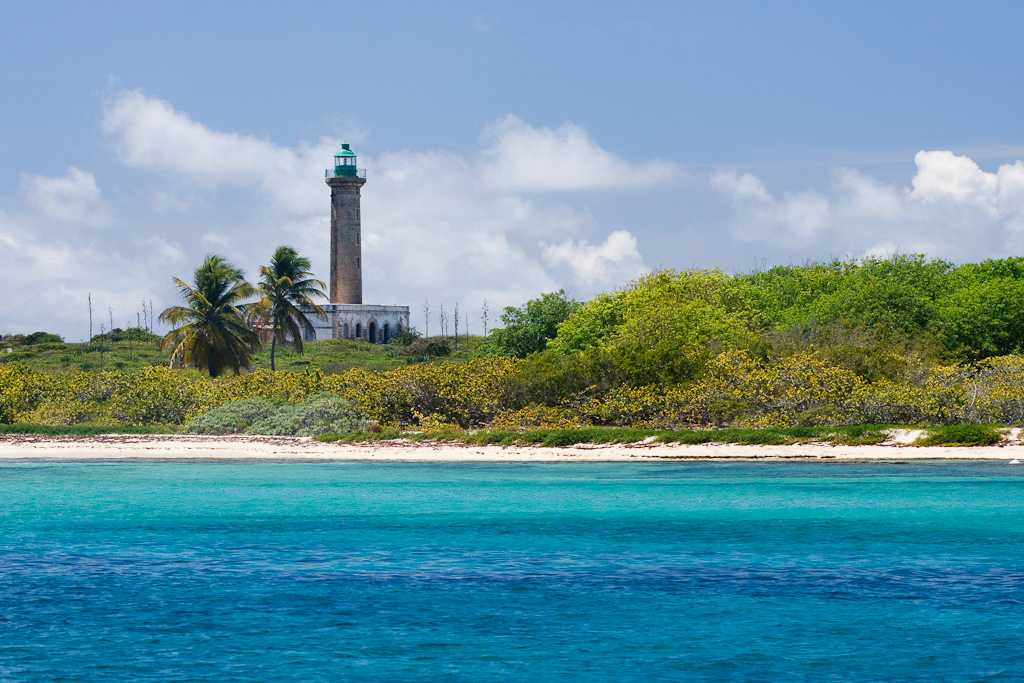
Le phare de Petite Terre, sur Terre-de-Bas.
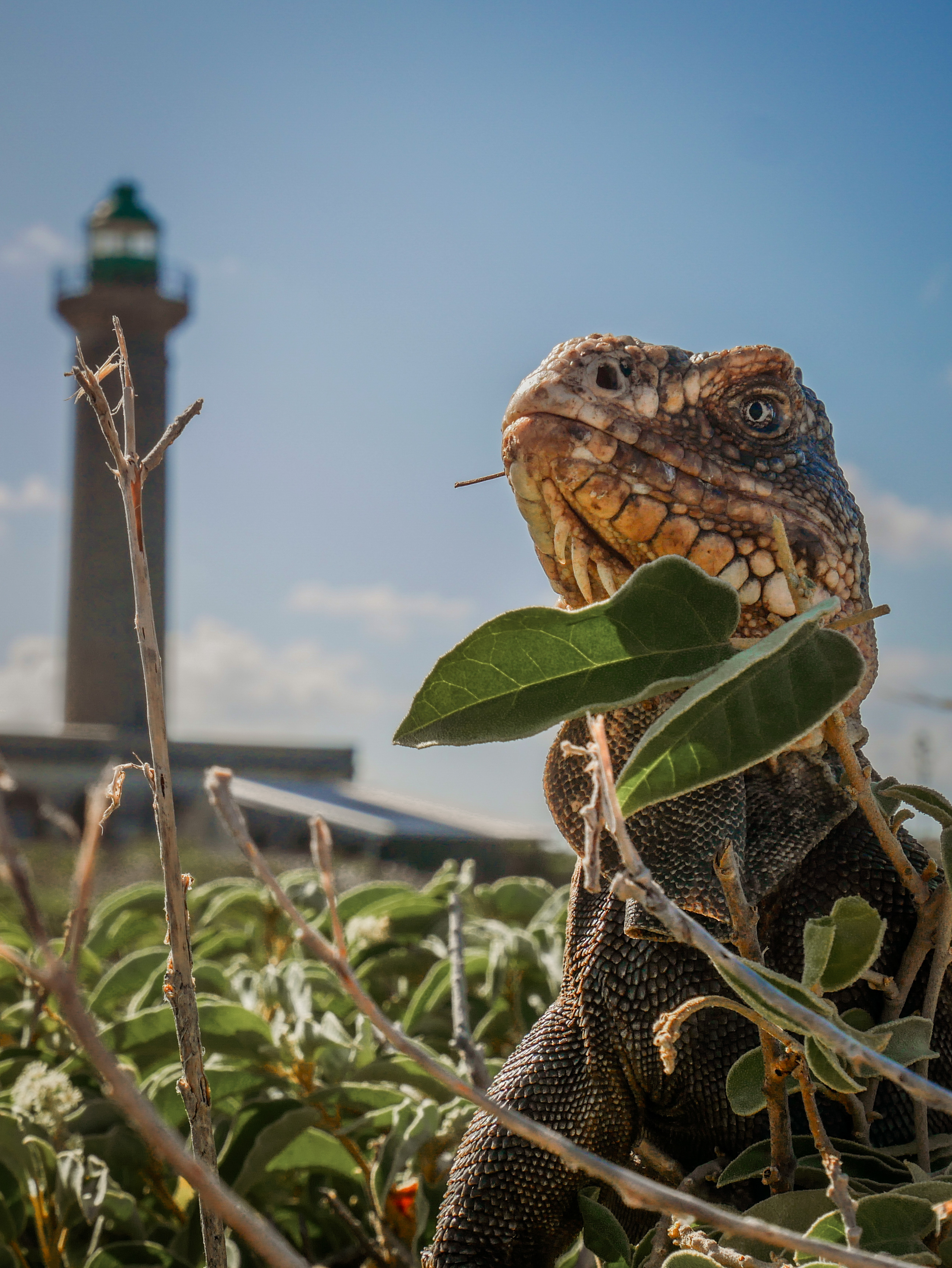
Iguane et phare de Terre-de-Bas
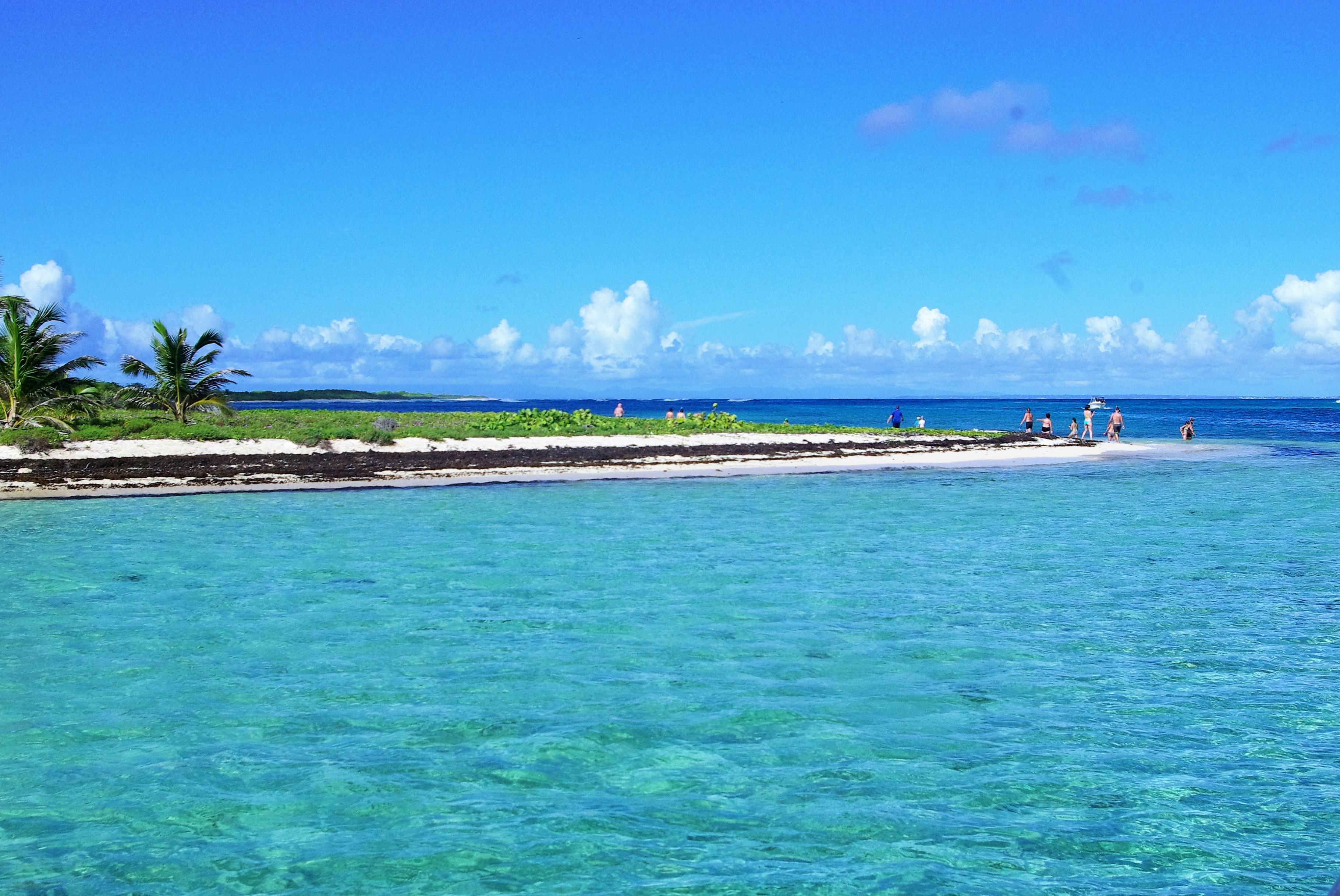
Plage de Terre-de-Bas
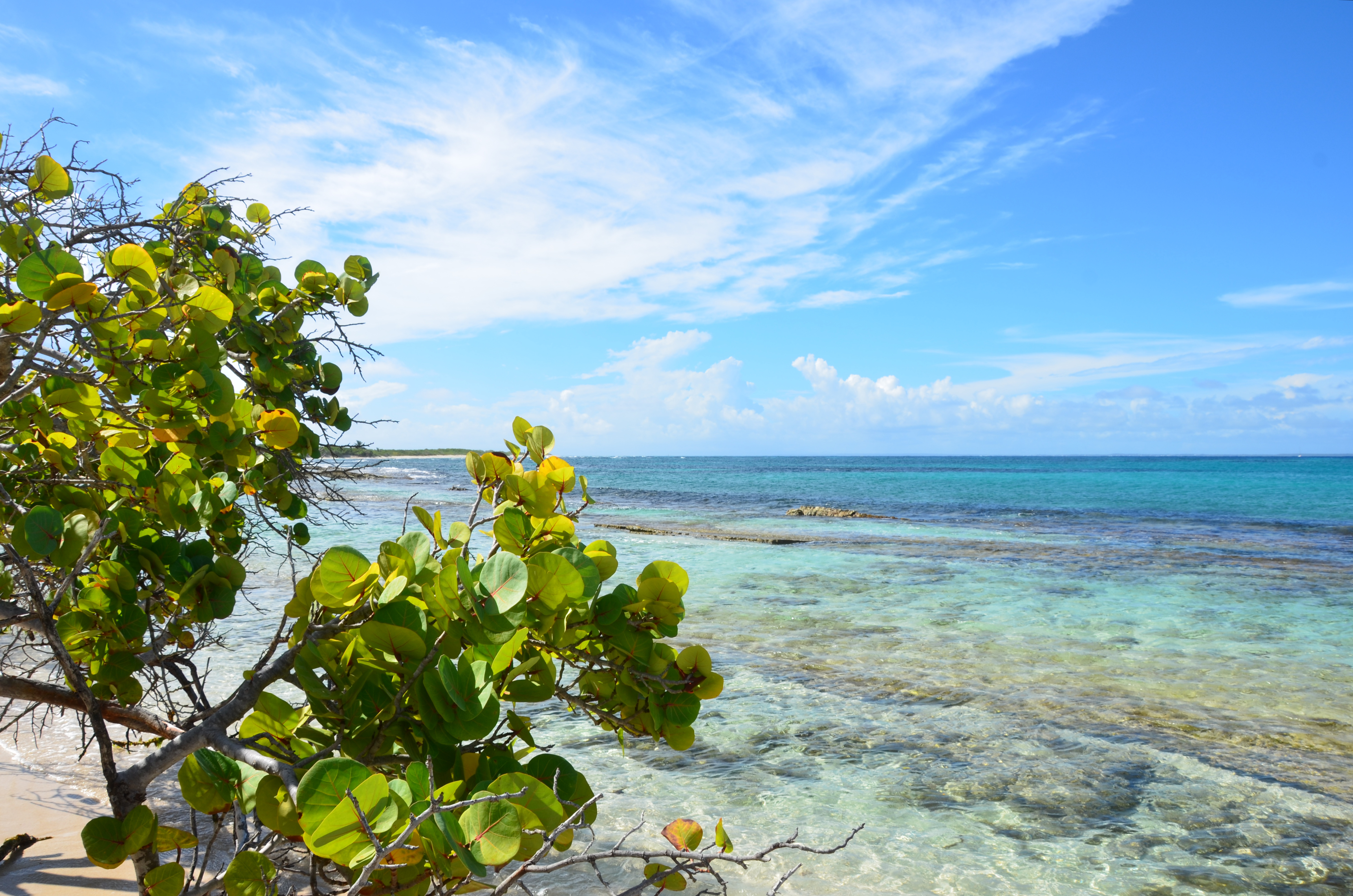
Vue depuis la plage

## Histoire
Terre-de-Bas est originellement habitée par les Arawaks. Des poteries et pierres taillées retrouvées sur l'île attestent de la présence d'une colonisation de l'île entre 600 et 1500 après notre ère. L'île est redécouverte par Christophe Colomb en 1493.